# Yanagawa Heisuke

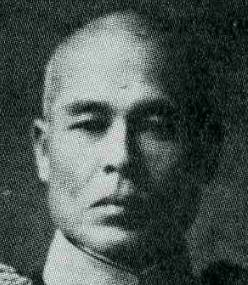
Yanagawa Heisuke

Yanagawa Heisuke (jap. 柳川 平助; * 2. Oktober 1879 Präfektur Nagasaki; † 22. Januar 1945) war ein japanischer Generalleutnant des Heeres im Russisch-Japanischen Krieg, Zweiten Japanisch-Chinesischen Krieg und Pazifikkrieg.
Yanagawa besuchte die Heeresoffizierschule und schloss diese 1901 ab. Während des Russisch-Japanischen Krieges 1904/05 diente er in der Mandschurei und nahm 1919 während der Friedensverhandlungen von Versailles teil. 1912 absolvierte er die Heereshochschule.
Vom 1. August 1934 – 2. Dezember 1935 befehligte Yanagawa als Generalleutnant die 1. Division. Danach wurde er Oberbefehlshaber der Taiwan-Armee. Obwohl er 1936 aus dem Dienst ausschied, wurde er zurückberufen, um von Oktober 1937 bis Februar 1938 die 10. Armee zu kommandieren. Während Yanagawas Dienstzeit nahm die 10. Armee an der erfolgreichen Eroberung Shanghais und Nankings teil, aber auch am Massaker von Nanking.
Nach Ende des Zweiten Weltkriegs wurde Yanagawa vom Internationalen Kriegsverbrechertribunal in Tōkyō unter Anklage gestellt. Zu einer Verurteilung kam es jedoch nicht, da er bereits im Januar 1945 an einem Herzinfarkt gestorben war.